# Marsdenia dorothyae
Marsdenia dorothyae är en oleanderväxtart som beskrevs av J. Fontella Pereira och G. Morillo. Marsdenia dorothyae ingår i släktet Marsdenia och familjen oleanderväxter. Inga underarter finns listade i Catalogue of Life.